# Canon der Finsternisse
Der Canon der Finsternisse von Theodor Ritter von Oppolzer, erschienen 1887 bei der Österreichischen Akademie der Wissenschaften, ist eine Zusammenstellung von mehr als 13000 Finsternissen, davon 8000 Sonnen- und 5200 Mondfinsternisse. Er enthält alle Sonnenfinsternisse und alle Kernschattenfinsternisse des Mondes zwischen 1207 v. Chr. und 2162 n. Chr. Neben einer Beschreibung des Rechenweges enthält der Canon die wesentlichen Parameter jeder Sonnenfinsternis sowie eine, aus dem Sonnenaufgangs-, Mittags- und Sonnenuntergangspunkt bestimmte, grafische Darstellung des Totalitätspfades auf der Erdoberfläche.
Eine Neuauflage erschien 1962 bei Dover Books.
Aus heutiger Sicht erscheint es kaum möglich, dass ein solches Werk in Genauigkeit und Umfang nur mit menschlicher Arbeitskraft und ohne die Hilfe von Rechenmaschinen erstellt wurde.

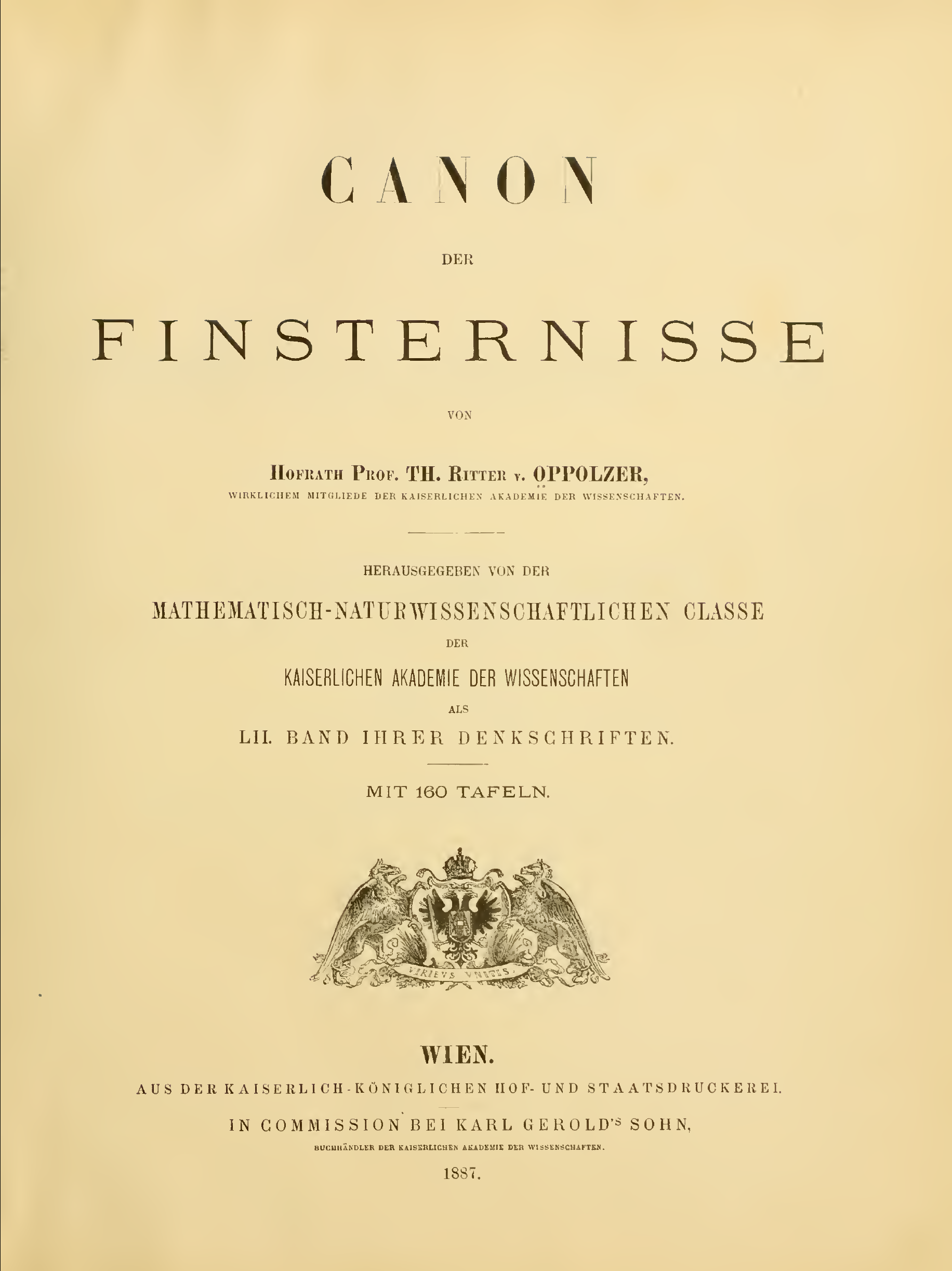
Deckblatt des Canons der Finsternisse
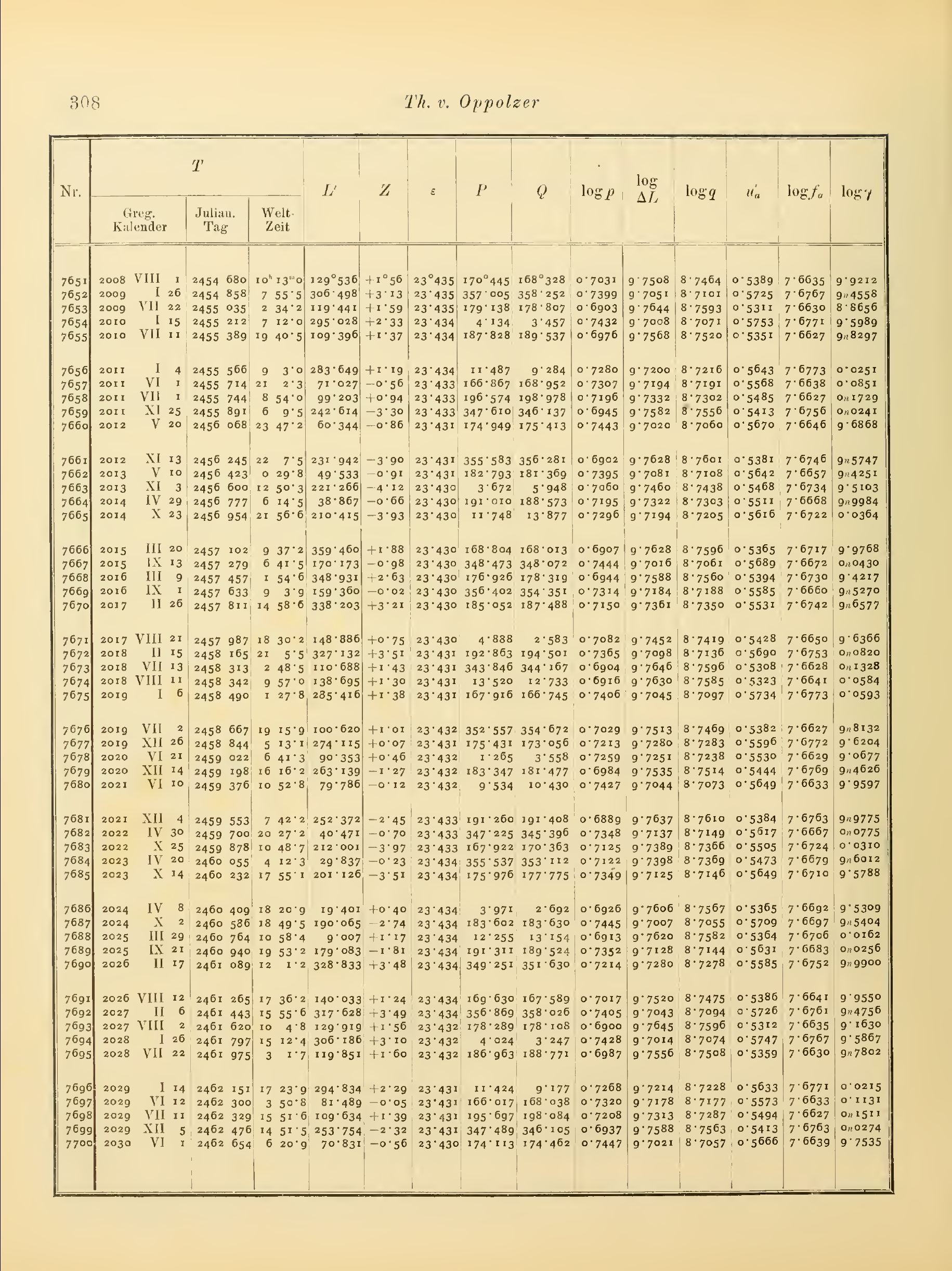
Beispiel, Seite 308, Teil 1 der Parameter der Sonnenfinsternisse zwischen 2008 und 2030
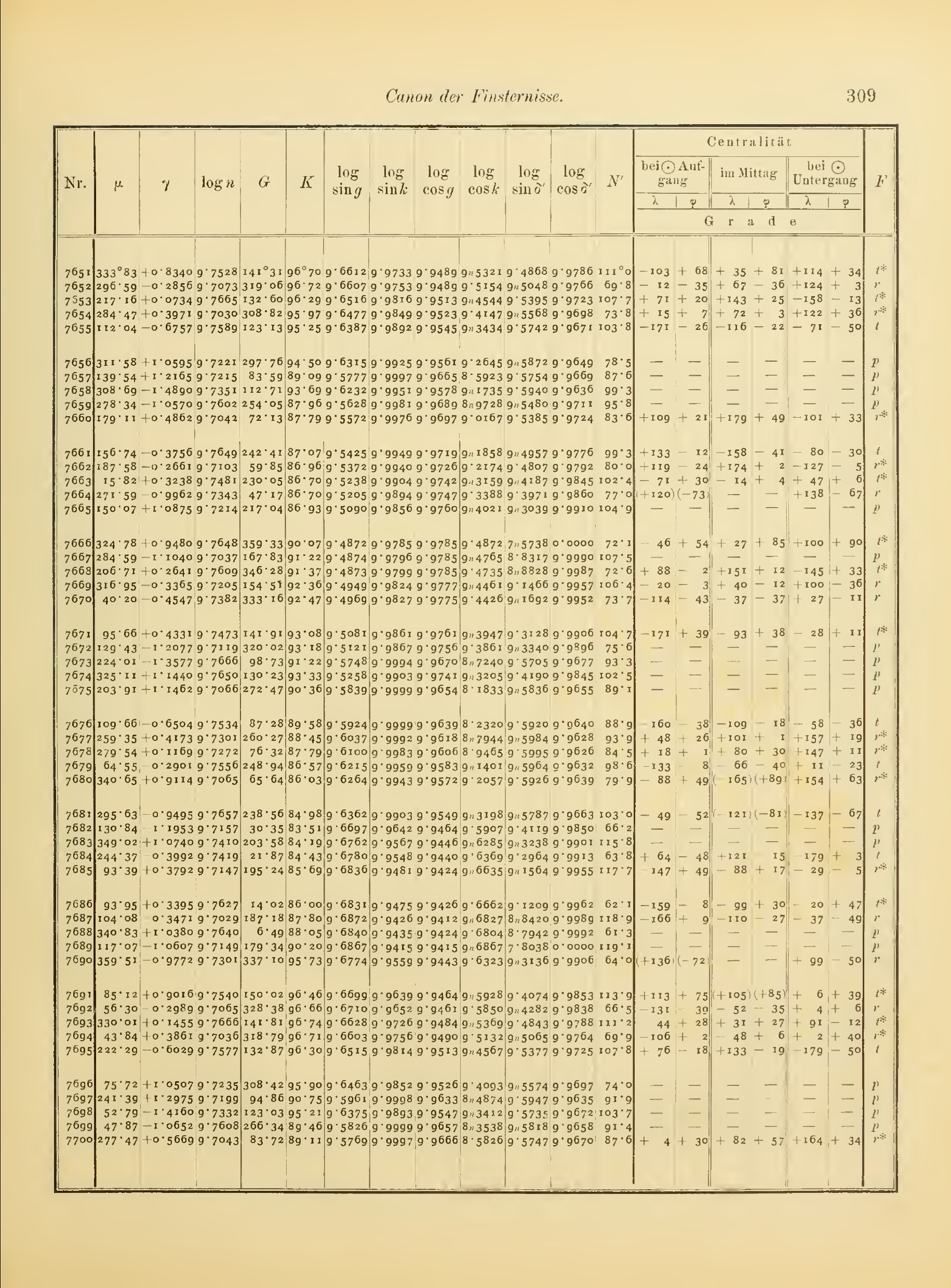
Beispiel, Seite 309, Teil 2 ...
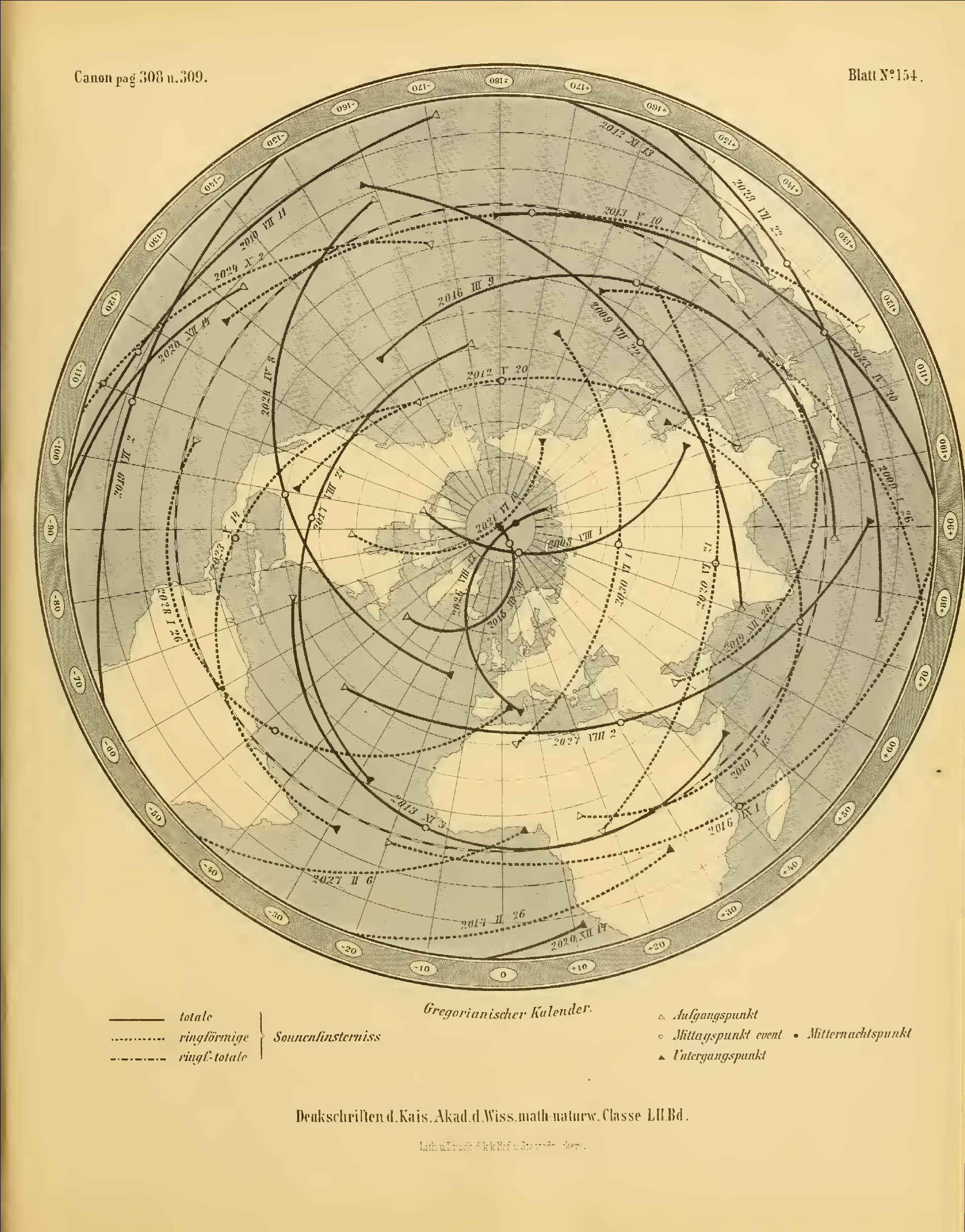
Beispiel, Blatt 154, Karte der Sonnenfinsternisse zwischen 2008 und 2030